# UnternehmensForum
Das UnternehmensForum ist eine Arbeitgeberinitiative und ein eingetragener Verein, der sich branchenübergreifend für die Inklusion von Menschen mit Behinderungen in der Wirtschaft engagiert. Mitglieder des Vereins sind mittelständische Firmen und Konzerne aus ganz Deutschland.

## Überblick
Das UnternehmensForum ist ein bundesweiter, branchenübergreifender Zusammenschluss von Unternehmen, die Menschen mit Behinderungen die volle Teilhabe am Arbeitsleben ermöglichen wollen. Das Netzwerk dient seinen Mitgliedern als Plattform für praxisnahen Austausch, Wissenstransfer und das Teilen erfolgreicher Inklusionsbeispiele. Dabei stellt das UnternehmensForum die Vorteile für Arbeitgeber in den Mittelpunkt: Inklusion wird als Instrument gegen den Fachkräftemangel, für die Stärkung von Vielfalt und damit der Wettbewerbsfähigkeit betrachtet.
Mit Veranstaltungen, Aktionen und Projekten will das UnternehmensForum möglichst viele Arbeitgeber für die Chancen von Inklusion sensibilisieren und Lösungswege aufzeigen. Dazu gehören beispielsweise der Inklusionspreis für die Wirtschaft, der seit 2012 Beispiele gelungener Inklusion in Unternehmen prämiert; das !nkA-Projekt, dass von 2013 bis 2018 40 Ausbildungsplätze für Jugendliche mit Behinderungen schuf und die Erstellung von unternehmensinternen Aktionsplänen zur Umsetzung der UN-Behindertenrechtskonvention.
Gegenüber Politik und Wirtschaft fungiert die Initiative als Expertenforum und Interessensvertretung inklusionsstarker Unternehmen.

## Geschichte und Organisation
Das UnternehmensForum wurde 2002 als Modellprojekt des Bundesministeriums für Arbeit und Soziales initiiert, um Strategien für die Beschäftigung von Menschen mit Behinderungen aus der Wirtschaft heraus zu entwickeln. Gefördert wurde das Projekt vom Europäischen Sozialfonds. Nach erfolgreichem Abschluss wurde das UnternehmensForum 2006 in einen gemeinnützigen Verein umgewandelt, der bis heute besteht.
Aktuell gehören dem UnternehmensForum 36 Konzerne und mittelständische Firmen an.
Vertreten wird das UnternehmensForum nach außen durch einen dreiköpfigen, ehrenamtlichen Vorstand:
- Olaf Guttzeit, Inklusionsbeauftragter Boehringer Ingelheim (Vorsitzender)
- Sebastian Cramer, Inklusionsbeauftragter Merck
- Marion Gerdes, Leiterin Personal Cewe
- Nadine Schönwald, Expertin DE&I Adecco

Bis 2007 war Kurt Winter (Schott AG) Vorstandsvorsitzender des UnternehmensForums, zuvor hatte Christian Somogyi dieses Amt inne.